# Parlazzo
Parlazzo war eine deutsche Medienshow des WDR. Die Fernsehsendung lief von Ende 1991 bis Anfang 1998. Die Serie brach mit Stereotypen, indem sie die unterschiedlichsten Menschen, die in den Medien arbeiteten, als Gaststars hatte.

## Inhalt und Ausstrahlung
Parlazzo war eine Medienshow mit Gästen und Reportagen über Presse, Fernsehen und Hörfunk. Die Sendung startete zuerst unter dem Namen „Reden über Sehen und Hören“ und war eine Mischung aus kritischem Medienjournalismus, Fernsehnostalgie und Unterhaltungen mit Stars.
Die Sendung wurde zum ersten Mal am 4. Dezember 1991 auf West 3 ausgestrahlt. Später wurde die Sendung zweimal wöchentlich ausgestrahlt. Dabei teilten sich WDR Fernsehen und 3sat die Ausstrahlungsrechte.
Nach 100 Folgen, die je 45 bis 75 Minuten lang waren, wurde Parlazzo 1998 eingestellt.

## Moderation
Ab Dezember 1991 wurde Parlazzo von Bettina Böttinger moderiert. Im Dezember 1995 übernahm Sabine Brandi die Moderation. Ab August 1996 war Anne Will Host der Sendung.

## Rezeption
- Der Spiegel schrieb Ende Februar 1993 über Parlazzo: „Auch andere Sender haben inzwischen entdeckt, daß Fernsehzuschauer sich fürs Fernsehen interessieren können. Doch den Vorsprung, den Moderatorin Bettina Böttinger und ihr WDR-Team mit dieser Medienshow erkämpft haben, gilt es erst einmal aufzuholen.“[7]

## Nachfolger
Mitte April 2002 startete das NDR Fernsehen eine Art Nachfolger mit dem Medienmagazin Zapp.